# Wimbledon Championships 1992
Die 106. Wimbledon Championships fanden vom 22. Juni bis zum 5. Juli 1992 in London, Großbritannien statt. Ausrichter war der All England Lawn Tennis and Croquet Club.

## Herreneinzel

### Setzliste
| Nr. | Spieler          | Erreichte Runde |
| --- | ---------------- | --------------- |
| 01. | Jim Courier      | 3. Runde        |
| 02. | Stefan Edberg    | Viertelfinale   |
| 03. | Michael Stich    | Viertelfinale   |
| 04. | Boris Becker     | Viertelfinale   |
| 05. | Pete Sampras     | Halbfinale      |
| 06. | Petr Korda       | 2. Runde        |
| 07. | Michael Chang    | 1. Runde        |
| 08. | Goran Ivanišević | Finale          |

| Nr. | Spieler          | Erreichte Runde |
| --- | ---------------- | --------------- |
| 09. | Guy Forget       | Viertelfinale   |
| 10. | Ivan Lendl       | Achtelfinale    |
| 11. | Richard Krajicek | 3. Runde        |
| 12. | Andre Agassi     | Sieg            |
| 13. | Brad Gilbert     | 3. Runde        |
| 14. | Wayne Ferreira   | Achtelfinale    |
| 15. | Alexander Wolkow | 3. Runde        |
| 16. | David Wheaton    | 3. Runde        |

## Dameneinzel

### Setzliste
| Nr. | Spielerin               | Erreichte Runde |
| --- | ----------------------- | --------------- |
| 01. | Monica Seles            | Finale          |
| 02. | Steffi Graf             | Sieg            |
| 03. | Gabriela Sabatini       | Halbfinale      |
| 04. | Martina Navratilova     | Halbfinale      |
| 05. | Arantxa Sánchez Vicario | 2. Runde        |
| 06. | Jennifer Capriati       | Viertelfinale   |
| 07. | Mary Joe Fernández      | 3. Runde        |
| 08. | Conchita Martínez       | 2. Runde        |

| Nr. | Spielerin                 | Erreichte Runde |
| --- | ------------------------- | --------------- |
| 09. | Manuela Maleeva-Fragnière | 3. Runde        |
| 10. | Anke Huber                | 3. Runde        |
| 11. | Jana Novotná              | 3. Runde        |
| 12. | Katerina Maleewa          | Viertelfinale   |
| 13. | Zina Garrison             | Achtelfinale    |
| 14. | Nathalie Tauziat          | Viertelfinale   |
| 15. | Kimiko Date               | 2. Runde        |
| 16. | Judith Wiesner            | 3. Runde        |

## Herrendoppel

### Setzliste
| Nr. | Paarung                        | Erreichte Runde |
| --- | ------------------------------ | --------------- |
| 01. | John Fitzgerald Anders Järryd  | 2. Runde        |
| 02. | Todd Woodbridge Mark Woodforde | Halbfinale      |
| 03. | Kelly Jones Rick Leach         | Achtelfinale    |
| 04. | Jim Grabb Richey Reneberg      | Finale          |
| 05. | Scott Davis David Pate         | Viertelfinale   |
| 06. | Grant Connell Glenn Michibata  | 2. Runde        |
| 07. | Tom Nijssen Cyril Suk          | 1. Runde        |
| 08. | Ken Flach Todd Witsken         | Achtelfinale    |

| Nr. | Paarung                         | Erreichte Runde |
| --- | ------------------------------- | --------------- |
| 09. | Mark Kratzmann Wally Masur      | Viertelfinale   |
| 10. | Wayne Ferreira Piet Norval      | 1. Runde        |
| 11. | Steve DeVries David Macpherson  | Achtelfinale    |
| 12. | Luke Jensen Laurie Warder       | Achtelfinale    |
| 13. | Guy Forget Jakob Hlasek         | Halbfinale      |
| 14. | Javier Frana Leonardo Lavalle   | Achtelfinale    |
| 15. | Kent Kinnear Sven Salumaa       | Achtelfinale    |
| 16. | Omar Camporese Goran Ivanišević | 1. Runde        |

## Damendoppel

### Setzliste
| Nr. | Paarung                               | Erreichte Runde |
| --- | ------------------------------------- | --------------- |
| 01. | Jana Novotná Larisa Savchenko-Neiland | Finale          |
| 02. | Gigi Fernández Natallja Swerawa       | Sieg            |
| 03. | Arantxa Sánchez Vicario Helena Suková | Halbfinale      |
| 04. | Martina Navratilova Pam Shriver       | Halbfinale      |
| 05. | Mary Joe Fernández Zina Garrison      | Viertelfinale   |
| 06. | Katrina Adams Manon Bollegraf         | Achtelfinale    |
| 07. | Lori McNeil Rennae Stubbs             | Viertelfinale   |
| 08. | Jill Hetherington Kathy Rinaldi       | 1. Runde        |

| Nr. | Paarung                             | Erreichte Runde |
| --- | ----------------------------------- | --------------- |
| 09. | Patty Fendick Andrea Strnadová      | Achtelfinale    |
| 10. | Sandy Collins Elna Reinach          | Achtelfinale    |
| 11. | Nicole Provis Elizabeth Smylie      | 1. Runde        |
| 12. | Rachel McQuillan Claudia Porwik     | 1. Runde        |
| 13. | Isabelle Demongeot Nathalie Tauziat | Achtelfinale    |
| 14. | Anke Huber Claudia Kohde-Kilsch     | Achtelfinale    |
| 15. | Katerina Maleewa Barbara Rittner    | Achtelfinale    |
| 16. | Gretchen Magers Robin White         | Viertelfinale   |

## Mixed

### Setzliste
| Nr. | Paarung                            | Erreichte Runde |
| --- | ---------------------------------- | --------------- |
| 01. | Todd Woodbridge Jana Novotná       | Viertelfinale   |
| 02. | Anders Järryd Helena Suková        | Achtelfinale    |
| 03. | Cyril Suk Larisa Savchenko-Neiland | Sieg            |
| 04. | Rick Leach Zina Garrison           | 2. Runde        |
| 05. | Kelly Jones Gigi Fernández         | Achtelfinale    |
| 06. | Glenn Michibata Jill Hetherington  | 1. Runde        |
| 07. | Mark Woodforde Nicole Provis       | Achtelfinale    |
| 08. | Tom Nijssen Manon Bollegraf        | Halbfinale      |

| Nr. | Paarung                           | Erreichte Runde |
| --- | --------------------------------- | --------------- |
| 09. | John Fitzgerald Elizabeth Smylie  | 2. Runde        |
| 10. | David Macpherson Rachel McQuillan | 1. Runde        |
| 11. | Grant Connell Kathy Rinaldi       | 2. Runde        |
| 12. | Mark Kratzmann Pam Shriver        | 2. Runde        |
| 13. | Todd Witsken Katrina Adams        | 1. Runde        |
| 14. | Steve Devries Patty Fendick       | 1. Runde        |
| 15. | Laurie Warder Rennae Stubbs       | Achtelfinale    |
| 16. | Scott Davis Robin White           | 1. Runde        |